# Эркин, Сермет
Сермет Эркин (тур. Sermet Erkin; род. 1957, Карамюрсель) — турецкий иллюзионист, журналист и актёр театра.

## Биография
Родился в городе Карамюрсель ила Коджаэли в 1957 году. Есть старший брат Мехмет Саффет.
После рождения Эркина его семья переехала в Стамбул, недалеко от них жил иллюзионист Зати Сунгур. После окончания школы в Нишанташи Эркин поступил в Стабульский университет, сначала изучал турецкую литературу, потом сменил специальность на историю философии.

### Театральная карьера
Ещё с детства увлекался фокусами и иллюзиями, его кумиром был Зати Сунгур. Профессиональная карьера началась с выступлений в Стамбульском городском театре, где он проработал до 1977 года. Он сыграл в том числе и в детской театральной постановке «Карагёз и волшебник», написанной Ялчыном Акчаем в знак уважения к способностям Эркина как иллюзиониста. Эта постановка привлекла широкое внимание, поскольку стала первой детской постановкой, которое началось с гала-представления. Эркин продолжал выступать даже после того, как создал собственную театральную компанию. Впоследствии занялся организацией театральных фестивалей.

### Карьера иллюзиониста
Сермет Эркин был учеником турецкого иллюзиониста Зати Сунгура. Профессиональная карьера Эркина как иллюзиониста началась в 19 лет с выступления в швейцарском городе Цюрих, куда он приехал, чтобы навестить свою племянницу. Когда Эркин показывал фокусы местным детям во время пасхального фестиваля, его заметил менеджер. Он устроил Эркина в ночной клуб в качестве иллюзиониста. После возвращения в Турцию, Эркин выступал как в театре, так и по телевидению. Он объездил Турцию, европейские страны и США. Около 18 лет выступал в стамбульском ночном клубе «Кервансарай», там же выступала его жена Нурай.
С 1976 года вёл колонки для детей в изданиях «Hürriyet», «Milliyet», «Sabah» и «Günaydın». Также работал главным редактором детского журнала.

## Личная жизнь
В 1986 году женился на певице Нурай. У них было двое детей, сын Исмаил Сермет и дочь Пирае Назлы. В 1998 году семья Эркина переехала в Карамюрсель.